# アレクセイ・コズロフ (1986年生のサッカー選手)
アレクセイ・コズロフ（ロシア語: Алексей Козлов, 1986年12月25日 - ）は、ロシアの元サッカー選手。現役時代のポジションはディフェンダー。

## 来歴

### クラブ
FCネフテヒムク・ニジネカムスクを経て、ハンブルガーSVの下部組織に在籍し、ドイツでプロのキャリアをスタートさせた変わり種。2007年からはロシアへ帰国し、ロシア・ファーストディビジョン（実質2部）のKAMAZナーベレジヌイェ・チェルヌイに移籍した。
2010年、FCクバン・クラスノダールに移籍した。
2014年2月27日、クバン時代の恩師ダン・ペトレスク率いるFCディナモ・モスクワに移籍した。
2019年7月3日、FCロストフに移籍した。
2021年7月9日、FKオリンピエツ・ニジニ・ノヴゴロドに移籍した。

### 代表
2013年6月7日のポルトガル戦 (0-1)で代表初キャップを刻んだ。年齢からの衰えが見えるアレクサンドル・アニュコフからポジションを奪い、同年9月6日のルクセンブルク戦 (4-1)以降、右サイドバックのレギュラーに定着した。

## 所属クラブ
- ASVベルゲドルフ85 2004-2006
- VfBリューベック 2006
- KAMAZナーベレジヌイェ・チェルヌイ 2007-2010
- FCクバン・クラスノダール 2010-2013
- FCディナモ・モスクワ 2014-2019
- FCロストフ 2019-2021
- FKオリンピエツ・ニジニ・ノヴゴロド 2021-2022

## 代表歴

### 出場大会
- ロシア代表
  - 2014 FIFAワールドカップ

### 試合数
- 国際Aマッチ 14試合 0得点（2013年-2015年）[2]

| ロシア代表 | 国際Aマッチ | 国際Aマッチ |
| 年         | 出場        | 得点        |
| ---------- | ----------- | ----------- |
| 2013       | 7           | 0           |
| 2014       | 6           | 0           |
| 2015       | 1           | 0           |
| 通算       | 14          | 0           |